# Daviesia nudiflora
Daviesia nudiflora är en ärtväxtart som beskrevs av Meissner. Daviesia nudiflora ingår i släktet Daviesia, och familjen ärtväxter. IUCN kategoriserar arten globalt som livskraftig. Inga underarter finns listade i Catalogue of Life.